# Medal Służby Operacyjnej w Demokratycznej Republice Konga
Medal Służby Operacyjnej w Demokratycznej Republice Konga (ang. Operational Service Medal for Democratic Republic of Congo) – brytyjski medal wprowadzony 1 stycznia 2000.

## Zasady nadawania
Medal z klamrą nadawany osobom, które służyły nieprzerwanie co najmniej 25 dni pomiędzy 14 czerwca a 10 września 2003 podczas operacji Coral w granicach prowincji Ituri w Demokratycznej Republice Konga.

## Klamra medalu
- DROC (Democratic Republic of the Congo)

Medal w każdym przypadku wydawano z tą klamrą. Podczas noszenia samej baretki, również nosi się srebrną rozetę.

## Opis medalu
Medal srebrny, okrągły.
Awers: popiersie królowej Elżbiety II z inskrypcją ELIZABETH II DEI GRATIA REGINA FID. DEF.
Rewers: Flaga Wielkiej Brytanii otoczona inskrypcją For Operational Service oraz cztery główne punkty kompasu, pomiędzy nimi korony symbolizujące: Royal (górna lewa), Naval (górna prawa), Mural-Army (dolna lewa) i Astral-Royal Air Force (dolna prawa).